# Karlskrona musikteater
Karlskrona musikteater är en teatergrupp i Karlskrona, bildad 2015. Gruppen har bland annat framfört eget material, dikter och visor av Dan Andersson och Den girige av Molière.